# Kožní štěpy

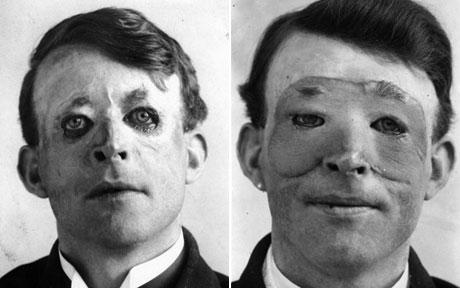
Walter Yeo byl zřejmě první člověk, kterému byly transplantovány kožní štěpy

Použití kožních štěpů je součástí terapie při těžkých popáleninách. De facto se jedná o autotransplantaci kůže.

## Terapie
Nejprve dochází k odstranění nekrotické tkáně (mj. se využívá i terapie s použitím larev much). Poté je odebrána část nepoškozené kůže, popř. je použita kůže umělá. Ta je následně umístěna na popálenou část. Kůže by se měla přichytit a epitelové buňky by se znovu měly začít dělit. Kůže by měla začít růst a postupně zakrývat celé zraněné místo. Regenerující kůže musí být jemně napínána, aby se zabránilo použití dalších kožních štěpů. Tato terapie je velmi bolestivá, někdy na utlumení bolesti nestačí ani nasazení opiátů.

## Analgezie
Jako odstranění nekrotické tkáně probíhá v kompletní anestezii. K utlumení bolesti je poté použito terapie s nasazením opiátů. V současné době je používáno také videoher, speciálně k tomuto účelu upravených (Ice world). Tento je upraven, vzhledem k psychologickému faktoru, kdy se zraněným vrací vzpomínky na úraz. Proto byl vyroben program, plný sněhu a ledu, aby se vzpomínka nevracela.